# Silvana Abdo
Silvana López Moreira Bó de Abdo (Assunção, 31 de janeiro de 1974) é a esposa do 55.º presidente do Paraguai Mario Abdo Benítez, e a primeira-dama do país entre 2018 e 2023.
Com Silvana, o posto de primeira-dama é reaberto após um período vago, pelo Decreto nº 50/18, promulgado pelo Executivo, já que o presidente anterior ordenou sua eliminação devido ao seu estado civil.

## Biografia
Silvana López vem de uma família rica, filha do casamento entre Néstor López Moreira e Rossana Bó, neta do poderoso ex-empresário Nicolás Bó Parodi, um dos homens do regime do falecido ditador Alfredo Stroessner, dono da mídia e outras empresas.
Estudou no Colégio Santa Teresa de Jesus de Assunção, e sua formação universitária foi realizada na Universidade Politécnica e Artística do Paraguai, onde se formou em relações públicas. Atualmente, é empreendedora formada em marketing, além de ser a primeira-dama do Paraguai.
Seu primeiro casamento foi com o rico fazendeiro José Félix Ugarte, com quem teve três filhos: Félix Ugarte, Sebastián Ugarte e Victoria Ugarte. Em 2007, casou-se pela segunda vez com o seu parceiro de adolescência, ao qual viria a se tornar presidente do Paraguai, o empresário Mario Abdo Benítez, com quem teve um filho: Mauricio Benítez.

## Primeira-dama do Paraguai
Ela acompanhou o marido durante sua campanha presidencial, percorrendo todos os cantos do Paraguai, tendo a oportunidade de se aproximar da realidade do país e de seu povo.
À frente do Gabinete da Primeira-dama, Silvana Abdo trabalha para acompanhar políticas públicas voltadas ao desenvolvimento e bem-estar social, com ênfase no empoderamento das mulheres, bem como planos e programas voltados para o cuidado infantil, adolescência e juventude. Também apoia os setores de educação, cultura e saúde, prestando atenção especial à população vulnerável, incluindo povos indígenas e pessoas com deficiência.
Sob o lema "Paraguai do Povo", Silvana Abdo concentra sua agenda de trabalho em quatro eixos prioritários como a Assistência na Primeira Infância; Empoderamento Econômico e Social da Mulher; Promoção das indústrias criativas e culturais da economia laranja; e O voluntariado como uma ferramenta para transformação e desenvolvimento da comunidade.